# Segré-en-Anjou Bleu
Segré-en-Anjou Bleu község Franciaország Loire mente régiójában, Maine-et-Loire megyében. Új községként 2016. december 15-én jött létre Aviré, Le Bourg-d’Iré, La Chapelle-sur-Oudon, Châtelais, La Ferrière-de-Flée, L’Hôtellerie-de-Flée, Louvaines, Marans, Montguillon, Noyant-la-Gravoyère, Nyoiseau, Sainte-Gemmes-d’Andigné, Saint-Martin-du-Bois, Saint-Sauveur-de-Flée és Segré korábbi községek egyesítésével.
Az egyesüléskor az új község lélekszáma 18 344 fő lett. Lakosainak száma 17 617 fő (2022. január 1.).

## Népesség
| Lakosok száma | 17 562 | 17 474 | 17 462 | 17 660 | 17 699 | 17 617 |
|               | 2017   | 2018   | 2019   | 2020   | 2021   | 2022   |